# Musculus iliocostalis
Iliocostalis er musklen direkte lateralt til longissimus, der er tættest på furen der adskiller de epaksiale muskler fra de hypaksiale. Den ligger meget dybt i forhold til den kødfyldte del af serratus ventralis (serratus posterior).

## References
Denne artikel inkorporerer tekst fra det offentlige domæne fra 20. udgave af Gray's Anatomy (1918)

| Anatomi | Spire Denne artikel om anatomi er en spire som bør udbygges. Du er velkommen til at hjælpe Wikipedia ved at udvide den. |